# Jean-Jacques Perrey

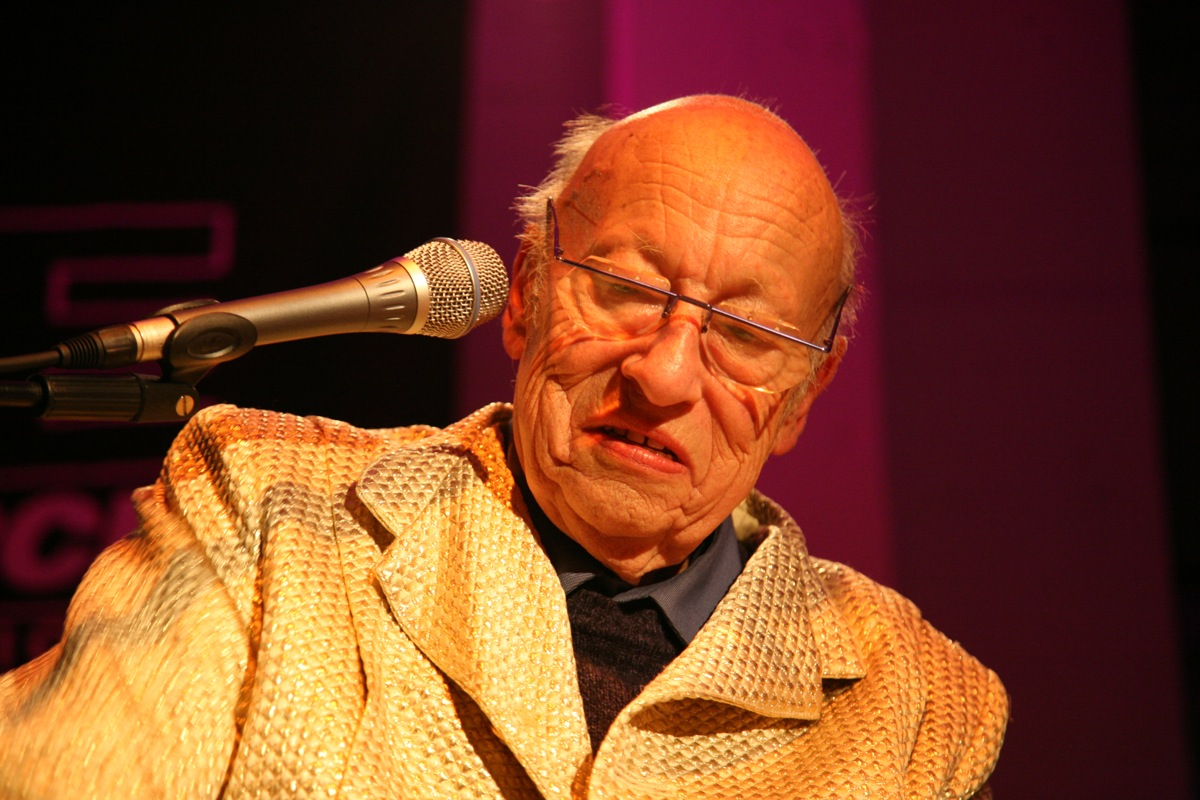
Jean-Jacques Perrey (2006)

Jean-Jacques Perrey (* 20. Januar 1929 in Amiens, Frankreich; † 4. November 2016 in Lausanne, Schweiz) war ein französischer Komponist und ein Pionier der elektronischen Musik, der seinen größten Erfolg als Musiker in den Vereinigten Staaten Ende der 1960er-Jahre hatte.

## Leben

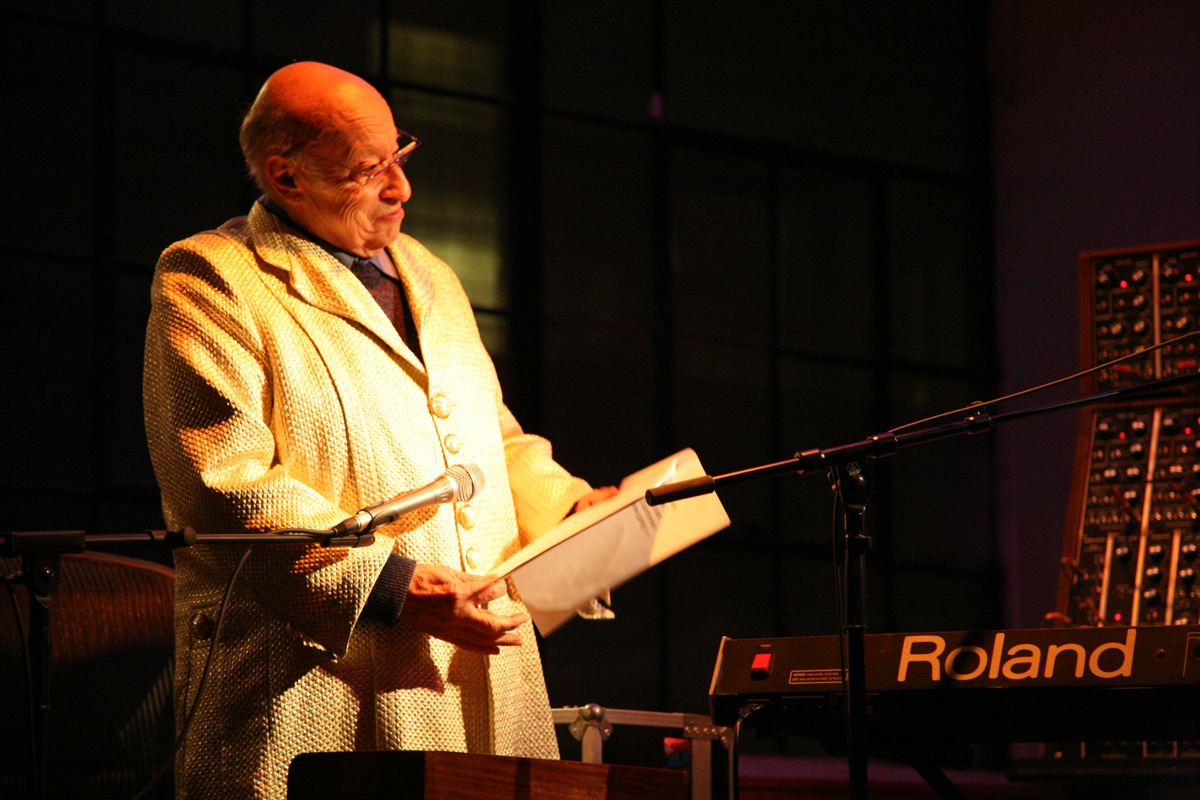
Jean-Jacques im August 2006

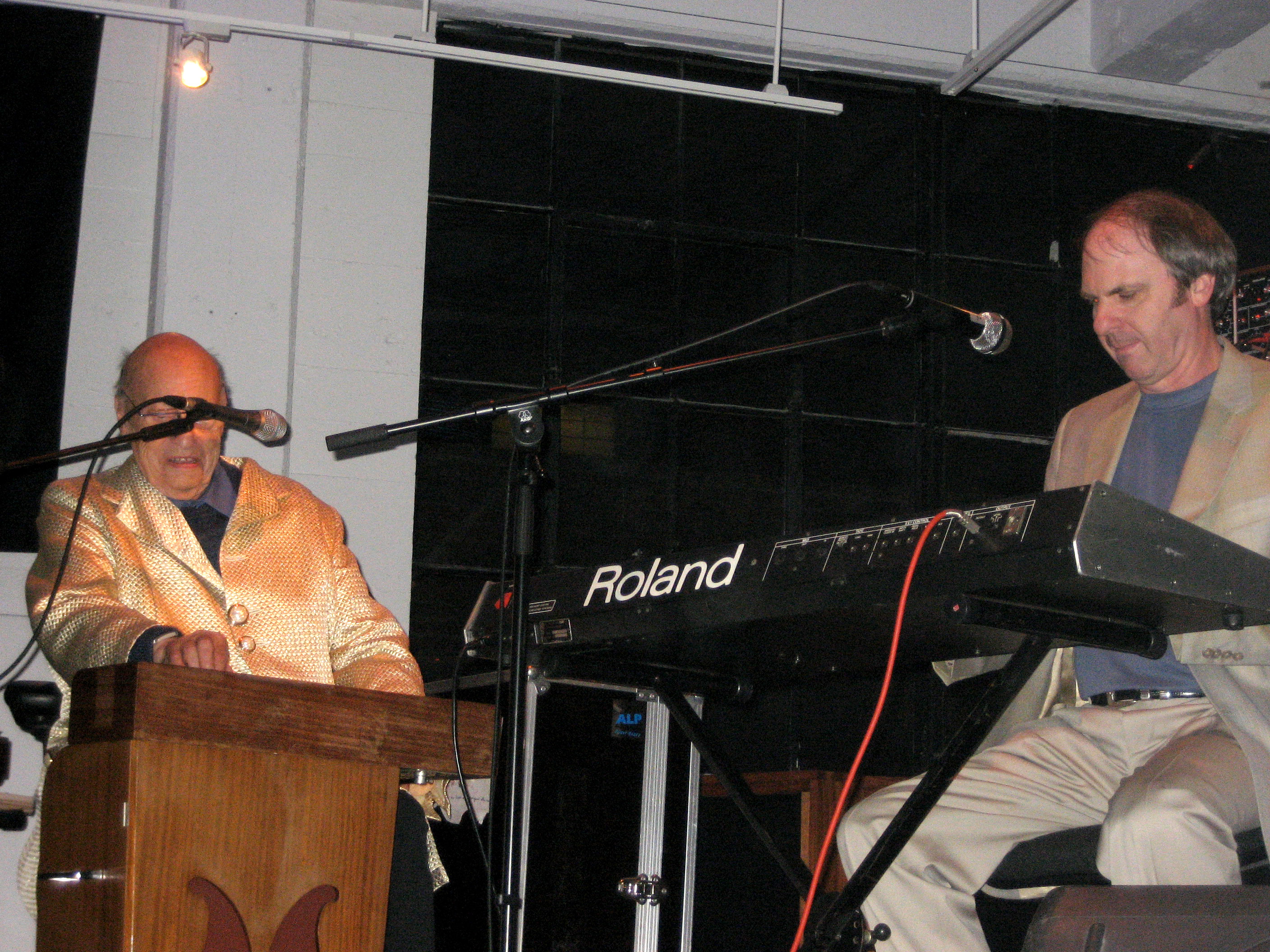
Perrey mit Countryman im August 2006

Im Jahre 1953 hatte Jean-Jacques Perrey sein Studium an der Pariser Fakultät für Medizin nach vier Jahren abgeschlossen. Danach wendete er sich besonders der Musik zu, nachdem ihn die Möglichkeiten der Ondioline begeisterten, eines neuartigen elektronischen Instruments, das auf Elektronenröhren basiert. Obwohl ohne musikalische Ausbildung, abgesehen von seinem Akkordeonspiel als Hobby, wurde er von Georges Jenny entdeckt, dem Erfinder der Ondioline. Dieser war zu der Zeit auf der Suche nach einem Musiker, der die Möglichkeiten seines Instruments demonstrieren konnte.
Perrey trat in Europa auf, um die Ondioline bekannt zu machen. Er machte Bekanntschaft mit dem Sänger Charles Trenet sowie mit Édith Piaf und begleitete sie auf Konzertauftritten. Letztere schrieb auch einige seiner Kompositionen und empfahl ihm den New Yorker Carroll Bratman, der ihn in die Vereinigten Staaten einlud.
1960 reiste Perrey dann nach New York. Die Weltneuheit der Ondioline und die Begleitung durch Bratman bescherten ihm einen sehr schnellen Erfolg. Bratman stellte ihm ein modernes Studio zur Verfügung, mit dem ihm unter anderem möglich war, Werbejingles und Begleitmusik zu produzieren. In der Zeit begann er mit der Arbeit an der LP The Happy Moog. Er produzierte Musikstücke und konzentrierte sich dabei speziell auf eine besondere Aufnahme mit Orgelstimmen von Rimski-Korsakow.
Im Jahr 1964 machte er Bekanntschaft mit dem Komponisten Gershon Kingsley, dessen Stück Popcorn später weltbekannt wurde. In Zusammenarbeit produzierten sie zwei Alben The In Sound From Way Out und Kaleidoscopic Vibrations. Letzteres enthielt das Lied Baroque Hoedown, das 1972 von Disney für Main Street Electrical Parade verwendet wurde. Im Jahr 1968 veröffentlichte er das Album The Amazing New Electronic Pop Sound of Jean-Jacques Perrey, 1970 Moog Indigo. Dann kehrte er nach Frankreich zurück und befasste sich besonders mit der Forschung in der therapeutischen Musik.
Nach längerer Pause wurde Perrey ab den späten 1990er Jahren wieder öffentlich musikalisch aktiv. Mit Gilbert Sigrist veröffentlichte er 1999 Circus of Life, mit David Chazam 2000 Eclektronics. Weitere Zusammenarbeiten und Veröffentlichungen folgten, ebenso Konzertauftritte. 2016 lernte er den australischen Musiker Walter Andre de Backer kennen, besser bekannt als Gotye. Dieser gründete 2016 das Ondioline Orchestra, um das musikalische Erbe Perreys zu bewahren. de Backer gründete außerdem 2017 das Plattenlabel Forgotten Futures. Dessen erste Veröffentlichung war Jean-Jacques Perrey et son Ondioline, eine Zusammenstellung seltener und vorher unveröffentlichter Aufnahmen Perreys.

## Diskographie
Alben gemeinsam mit Kingsley
- 1966: The In Sound From Way Out
- 1967: Kaleidoscopic Vibrations: Electronic Pop Music From Way Out
- 1971: Kaleidoscopic Vibrations: Spotlight on the Moog

Alben und Musikstücke
- 1957: Prelude au Sommeil
- 1959: The Alien Planet
- 1959: Cadmus, Le Robot de l’Espace
- 1960: Mr. Ondioline
- 1962: Musique Electronique Du Cosmos
- 1968: The Amazing New Electronic Pop Sound of Jean Jacques Perrey
- 1969: The Happy Moog
- 1970: Moog Indigo
- 1971: Moog Sensations
- 1972: Moog Expressions
- 1972: Quadraphonic Demonstration Album – Program 2
- 1973: Moog Generation
- 1974: Mig Mag Moog
- 1978: Dynamoog (mit Gilbert Sigrist)
- 1999: Circus of Life (mit Gilbert Sigrist)
- 2000: Eclektronics (mit David Chazam)
- 2001: Moog Sensations
- 2006: The Happy Electropop Music Machine (mit Dana Countryman)
- 2007: Moog Acid (mit Luke Vibert)
- 2008: Destination Space (mit Dana Countryman)

Zusammenstellungen
- 1998 Good Moog – Astral Animations & Komputer Kartoons
- 2017: Jean-Jacques Perrey et son Ondioline